# Nistorești, Prahova
Nistorești este o localitate componentă a orașului Breaza din județul Prahova, Muntenia, România.
În 1861, așezarea era cătun al satului Breaza de Sus, plaiul Prahova. Localitatea a căpătat rangul de sat în 1864.
Biserica sfantul „Sfântul Prooroc Ilie Tesviteanul”.
Pe frumoasele meleaguri ale Văii Prahovei, la aproximativ 100 Km. de București se află Biserica parohială cu hramul „Sfântul Prooroc Ilie Tesviteanul” din Nistorești.
Istoria ridicării edificiului începe în anul 1938 când, prin efortul locuitorilor din cartierele Nistorești și Frăsinet din comuna Breaza, la îndemnul învățătorului Ioan Vlaicu, care a cedat un lot din proprietatea școlii, s-au început lucrările. La intervenția învățătorului și a primarului comunei Breaza, marele actor Ion Manolescu s-a implicat activ în sprijinirea lucrărilor. Astfel, în anul 1940 ia ființă parohia Nistorești, deservită de preotul Constantin Opriș, prin strădania căruia se continuă lucrările propriu-zise de construcție a bisericii. Prin contribuția și munca enoriașilor, sfântul locaș este terminat în anul 1945, în luna iulie a aceluiași an fiind sfințit, cu acest prilej primind hramul Sfântul Prooroc Ilie Tesviteanul.
În anul 1974, preot fiind părintele Cristache Dumitrescu, s-a început pictarea Bisericii în frescă, de către pictorul Gheorghe Vasilescu Popa. Tot în acest an s-a pictat turla, iar în anul 1975 altarul și absidele Bisericii.
Deoarece în primăvara anului 1976 pictorul Gheorghe Vasilescu Popa a decedat, activitatea a fost continuată de către pictorița Elena Vasilescu, fiica decedatului.
Pictarea Bisericii în interior s-a terminat în anul 1977. Pe fațada intrării în biserică, de o parte și de alta, sunt pictați Sfinții Apostoli Petru și Pavel, iar în centru icoana în medalion a patronului Bisericii, Sfântul Prooroc Ilie Tesviteanul. Exteriorul a fost finalizat în anul 1978.
Biserica are o arhitectură simplă fiind bine proporționată ca dimensiune și acustică foarte bună. Este în formă de cruce, construită din cărămidă, având o singură turlă acoperită cu tablă.
Obiecte de valoare istorică sau documentară nu există.
În anul 1988, luna decembrie, a fost numit preot paroh Ion Spurcaciu. După decesul acestuia  a fost numit preot  tânărul Dîrstaru I. Marius Dorel, fiu al parohiei.